# 野伏翔
野伏 翔（のぶし しょう）は、日本の演出家、映画監督。劇団夜想会主宰。茨城県古河市出身。

## 略歴
獨協大学外国語学部英語学科卒業。文学座演劇研究所を経て1982年「劇団夜想会」を設立。これまでの演出作品は100作品を超える。劇団設立初期はシェイクスピア、サルトル、チェーホフ作品など新劇作品の演出多かった。

## 来歴
- 1993年、バンダイ主催で上演されたミュージカル「美少女戦士セーラームーン　外伝・ダークキングダム復活篇」を演出。
- 1995年、新宿のシアターサンモールにて大日本帝国海軍14期飛行予備学生にスポットをあてた「同期の桜」（作：榎本滋民）を演出。2003年に同作品を靖国神社の遊就館前に特設舞台を組み上演。
- 2013年～　東京都青少年・治安対策本部主催の「暴力団排除実演」、「特殊詐欺被害防止手口実演」などの演出を手掛ける。
- 2014年～　拉致問題対策本部主催の拉致問題啓発舞台劇公演「めぐみへの誓い-奪還-」を全国各地で上演し演出を手掛ける。
- 2014年～　小学館から発売された冊子「もうすぐ幼稚園」の付録DVDに掲載されたアニメ「うさぎのおめめ」の作・演出を手掛ける。YouTubeでの視聴会回数は180万回を突破（2018年11月現在）
- 2016年～　エフエム世田谷（毎週金曜23時～23時15分）「夜想会ラジオシアター」にてラジオドラマ「日本の神話」「太宰治のお伽草紙」「ちょっと泣ける日本昔話」など演出。

俳優として『トーキング・ヘッド』（押井守監督・1992年）に出演している。
空手道、少林寺拳法、剣道などの武道が趣味で計十段の腕前を誇る。

## 監督・演出作品

### 映画
- MUSASHI（1996年）　出演：宮内敦士、藤谷文子、松田洋治、宮下順子、小倉一郎、石村とも子、キラーカーン、室田日出男、軍司眞人　他
- ガッツ伝説 愛しのピット・ブル（2006年）　出演：ガッツ石松、麻生祐未、菅田俊、清水美那、川上麻衣子、石村とも子、加藤隼平、原田大二郎、石山雄大、鈴木みのる、坂上二郎　他
- 初恋 夏の記憶（2009年）　出演：多岐川華子、石黒賢、麻生祐未　石村とも子、竜雷太、島かおり、和田幸奈、中尾有希　他
- とびだせ新選組！（2013年）　出演：新垣里沙、永澤俊矢、小野寺昭、塩澤英真、石村とも子、宮内敦士、宮原将護、志賀守、荒川智大、佐羽英、多田広輝、辺見のり子、地曳豪　他
- めぐみへの誓い（2020年）　出演：菜月、原田大二郎、石村とも子、大鶴義丹、小松政夫、仁支川峰子 他

### 舞台

#### 劇団夜想会本公演作品
- 雨の葬送（1982年　シアターグリーン）　出演：人村明美、千葉繁
- 夜明けのフーガ（1983年　スタジオダック）　出演：千葉繁、東啓子
- 楽屋（1984年　シアターモリエール）　出演：三上博史、水島文夫
- ゴドーを待ちながら（1984年　アトリエフォンティーヌ）　出演：前田美都子、人見明美、東啓子
- 雨の葬送（1985年　アトリエフォンティーヌ）　出演：人村明美、石村とも子
- 時の崖（1985年　下北沢駅前劇場）　出演：高山広
- カンガルー（1986年　下北沢駅前劇場）　出演：人村明美、石村とも子、高山広、増田由紀夫
- 黄昏のメルヘン（1986年　ザ）スズナリ　出演：石村とも子、高山広、増田由紀夫
- 楽屋（1987年　シアターモリエール）　出演：石村とも子、前田美都子
- 焼け跡の女侠（1988年　シアターモリエール）　出演：妹尾洸、前田美都子、石村とも子、西尾かおる
- 幻に心もそぞろ狂おしのわれら将門（1988年　シアターモリエール）出演：小川幾多郎、青田浩子、石村とも子
- 幻に心もそぞろ狂おしのわれら将門（1989年　シアターアプル）出演：原田大二郎、あづみれいか、立川三貴、石村とも子、北尾光司
- リア王（1990年　シアターアプル）出演：滝田栄、山本宣、石村とも子、小川幾多郎、佐藤仁哉
- 焼け跡の女侠（1991年　東京芸術劇場）出演：川口小枝、妹尾洸、石村とも子、北田学、
- メアリースチュアート（1991年　シアターモリエール）出演：石村とも子、軍司眞人
- 三人姉妹（1993年　シアターサンモール）出演：花山佳子、石村とも子、川口千枝、後藤加代、小倉一郎
- カッコーの巣の上を（1994年　シアターサンモール）出演：山本宣、軍司眞人、小倉一郎、石村とも子、北田学、小川幾多郎、伊藤紘、宮内敦士、奈良俊介
- 奇跡の人（1994年　シアターサンモール）出演：石村とも子、鈴木奈央、瀬戸内美八、伊藤貴明
- 同期の桜（1995年　シアターサンモール）出演：佐藤仁哉、重田尚彦、上村香子
- はつかねずみと人間（1996年　シアターVアカサカ）出演：山本宣、軍司眞人、石山雄大、宮内敦士
- 同期の桜（1997年　紀伊國屋サザンシアター）出演：藤真秀、宮内敦士、石山雄大、上村香子、楠大典
- ハムレット（1998年　紀伊國屋サザンシアター）出演：宮内敦士、久我陽子、山本宣、石村とも子、石山雄大、片岡弘貴、軍司眞人、藤真秀、鴨川てんし、伊藤紘、姫野惠二、
- カッコーの巣の上を（1999年　紀伊國屋ホール）出演：山本宣、小宮久美子、宮内敦士、姫野惠二
- るつぼ（2000年　紀伊國屋ホール）出演：荻野目慶子、山本宣、宮内敦士、竹本えり、井出みな子、石山雄大、中牧由美、水島文夫、藤真秀、村松えり、楠大典、白井真木、船木直秀、
- 十二夜（2001年　紀伊國屋ホール）出演：川上麻衣子、山本宣、宮内敦士、内林若菜、石山雄大
- 遥かなる都（2001年　紀伊國屋サザンシアター）出演：村松英子、宮内敦士、佐藤仁哉、姫野惠二、
- ジュリアス･シーザー（2002年　紀伊國屋ホール）出演：原田大二郎、上杉祥三、石村とも子、宮内敦士、姫野惠二、曾雌達人、水島文夫、脇坂奎平、地曳豪
- 墓場なき死者（2003年　紀伊國屋ホール）出演：佐野瑞樹、石村とも子、宮内敦士、佐藤仁哉、重田尚彦、石山雄大、柏進、水島文夫、曾雌達人
- 鹿鳴館（2003年・サロン劇場提携作品　紀伊国屋サザンシアター）出演：村松英子、中野誠也、曾雌達人、谷育子、前田真里衣、水島文夫、村松えり、内林若奈、岡田啓壱、佐羽英
- 同期の桜（2003年　靖国神社境内遊就館前特設舞台）出演：宮下直紀、柏進、正木慎也、佐藤仁哉、伊藤紘、上村香子、石村とも子、鈴木良一、俵山栄子、神川真里、池田愛
- 三人姉妹（2004年　紀伊国屋ホール）出演：ANZA、小宮久美子、石村とも子、山口嘉三、竹下江里子、宮内敦士、柏進、重田尚彦、水島文夫、高荷邦彦、佐羽英、岡田啓壱
- 多重人格探偵サイコ（2005年　紀伊國屋サザンシアター）出演：唐橋充、原田大二郎、松本まりか、正木蒼二、山前麻緒、加藤隼平
- 同期の桜（2005年　靖国神社境内遊就館前特設舞台）出演：柏進、佐藤仁哉、浜畑賢吉、上村香子、加藤隼平、佐羽英、畠垣洋司、山前麻緒、後藤真采呂
- 幻に心もそぞろ狂おしのわれら将門（2006年　紀伊國屋サザンシアター）出演：原田大二郎、清水綋治、川上麻衣子、石村とも子、宮内敦士、水島文夫、山前麻緒、後藤真采呂、佐羽英、加藤隼平
- 愛と不安の夏～原爆乙女たち・愛と勇気の軌跡～（2007年　紀伊国屋ホール）出演：石村とも子、宮内敦士、藤真秀、大峯麻友、山前麻緒、神川真里、佐羽英、小川潤、後藤真采呂、和田幸奈
- 三人姉妹（2008年　紀伊国屋ホール）出演：原田大二郎、石村とも子、大峯麻友、内山森彦、石山雄大、倉田秀人、和田幸奈、木村彩花、山前麻緒、松本永倫子、畠垣洋司、佐羽英、小川潤、杉本輝昭、加藤隼平
- 俺は、君のためにこそ死ににいく（2008年　靖国神社境内遊就館前特設舞台）出演：石村とも子、佐藤仁哉、山田健太、齋藤ヤスカ、志賀守、池田愛、加藤隼平、和田幸奈、佐羽英、杉本輝昭、緒方有里沙
- 俺は、君のためにこそ死ににいく（2009年 紀伊國屋サザンシアター）出演：石村とも子、佐藤仁哉、片岡信和、山田健太、志賀守、荒川智大、佐羽英、杉本輝昭、池田愛、木村彩花、緒方有里沙、神埼里奈、岡安淳子
- めぐみへの誓い（2010年 紀伊國屋サザンシアター）出演：小野寺昭、石村とも子、川上麻衣子、木村彩花、山田健太、内田菜月、倉田秀人、佐羽英、杉本輝昭、浜田翔子、辺見のり子、上杉陽一、内田菜月、多田広輝
- 愛と不安の夏～原爆乙女たち・愛と勇気の軌跡～（2010年　俳優座劇場）出演：神川真里、木村彩花、石井めぐみ、志賀守、荒川智大、山田健太、佐羽英、多田広輝、緒方有里沙、辺見のり子、岡安淳子、拝田ちさと
- 俺は、君のためにこそ死ににいく（2011年　紀伊国屋ホール）出演：石村とも子、中山仁、杉本輝昭、宮原将護、西島顕人、上島尚子、佐羽英、藤井弘平、多田広輝、内田譲、木村彩花、緒方有里沙、柚月美穂、辺見のり子
- ミュージカル「誠～とびだせ新選組～」（2012年　俳優座劇場）出演：緒方有里沙、黒宮ニイナ、辺見のり子、齊藤悠、佐羽英、多田広輝、妹尾青洸、倉田秀人、中洲和秀、武智建二、西島顕人、小見竜二、渡辺由佳子
- めぐみへの誓い-第二章・奪還-（2013年　俳優座劇場）出演：原田大二郎、石村とも子、森本優里、上島尚子、倉田秀人、佐羽英、多田広輝、吉川絵里子、池田美穂、峯秀一、藤井弘平、渡辺由佳子、小見竜二

### アトリエ公演
- 焼け跡の女侠（2005年　代官山ASB）出演：山前麻緒、森田和正、宮川葵、加藤隼平、佐羽英、畠垣洋司、溝口成美、大野誠、後藤真采呂
- 戦場のピクニック＆恭しき娼婦（2006年　アトリエ・フォンティーヌ）出演：山前麻緒、鴨川ゆみ子、畠垣洋司、杉本輝昭、小川潤、鈴木雄策、大野誠、若杉千弘、野宮可奈子、溝口成美、杉本健三
- キネマの天地（2007年　アトリエ・フォンティーヌ）出演：山前麻緒、内田悠子、古谷美世子、拝田ちさと、鴨川ゆみ子、葵うらら、和田幸奈、佐羽英、加藤隼平、大野誠、杉本輝昭、小川潤
- 眠れる森の美女（2009年　アトリエ・フォンティーヌ）出演：佐羽英、大野誠、杉本輝昭、拝田ちさと、古谷美世子、佐々木裕子、木村彩花、緒方有里沙、岡安淳子、辺見のり子、多田広輝、秦まりほ、片渕幸司
- ミュージカル「誠～That's新選組～」（2011年　アトリエ・フォンティーヌ）出演：中州和秀、志賀守、西島顕人、緒方有里沙、辺見のり子、佐羽英、多田広輝、武藤鯨象、小見竜二、加藤隼平、拝田ちさと、宇塚彩子、渡辺由佳子
- アンチゴーヌ（2011年　銀座みゆき館劇場）出演：木村彩花、秦まりな、杉本輝昭、多田広輝、大平隆之、藤井弘平、拝田ちさと、辺見のり子、大野誠、宇塚彩子、古谷美世子、佐々木裕子、成田麻美
- カンガルー（2011年　銀座みゆき館劇場）出演：辺見のり子、岡安淳子、佐羽英、多田広輝、藤井弘平、拝田ちさと、古谷美世子、脇坂昌宏、秦まりな、黒岩徹、小見竜二、本田昴也 、佐藤輝